# Línea M3 (EMT Madrid)
La línea M3 (a efectos de numeración interna, 603) de la EMT de Madrid une Sol / Sevilla con Puerta de Toledo.

## Características
La línea entró en servicio el 7 de octubre de 2020, con la denominación SE712, para suplir la demanda que cubría la línea 3 antes de ser desviada por la peatonalización de la Puerta del Sol. Opera con minibuses eléctricos que permiten circular por calles pequeñas, igual que las líneas M1 y 002.
Desde el 15 de enero de 2024, la línea pasó a denominarse M3.

### Frecuencias
| De lunes a viernes laborables |               |
| De 7:00 a 21:00               | 22-30 minutos |
| Sábados, domingos y festivos  |               |
| De 8:00 a 21:00               | 22-30 minutos |

## Recorrido y paradas

### Sentido Sol / Sevilla
| Código | Parada                                            | Común con    | Conexiones con Metro |
| ------ | ------------------------------------------------- | ------------ | -------------------- |
| 51047  | PUERTA DE TOLEDO (junto Biblioteca Pedro Salinas) |              | Puerta de Toledo     |
| 1884   | Puerta de Toledo                                  | 3 148 60     | Puerta de Toledo     |
| 1882   | La Paloma                                         | 3 148 60     |                      |
| 1880   | San Francisco el Grande                           | 3 148        |                      |
| 1878   | Las Vistillas                                     | 3 148        |                      |
| 1876   | Palacio Real                                      | 3 148        |                      |
| 1886   | Plaza de la Villa                                 |              |                      |
| 5749   | Mayor-Siete de Julio                              |              |                      |
| 1887   | Plaza Mayor                                       |              |                      |
| 2115   | Plaza Santa Cruz-Plaza Mayor                      |              |                      |
| 913    | Plaza Mayor                                       |              |                      |
| 4058   | Colegiata                                         | M1 002       |                      |
| 4038   | Tirso de Molina                                   | 50 65 M1 002 | Tirso de Molina      |
| 4025   | Benavente                                         | M1 002       |                      |
| 4039   | Canalejas                                         | M1 002       |                      |
| 4040   | SOL/SEVILLA (Canalejas)                           | M1 002       | Sevilla              |

### Sentido Puerta de Toledo
| Código | Parada                                            | Común con       | Conexiones con Metro |
| ------ | ------------------------------------------------- | --------------- | -------------------- |
| 4040   | SOL/SEVILLA (Canalejas)                           | M1 002          | Sevilla              |
| 4041   | Santa Ana                                         | M1 002          |                      |
| 4056   | Plaza Matute                                      | M1 002          | Antón Martín         |
| 4042   | Benavente                                         | M1 002          |                      |
| 5156   | Toledo-Colegiata San Isidro                       | 002             |                      |
| 545    | La Latina                                         | 17 18 23 35 002 | La Latina            |
| 2246   | San Francisco el Grande-Plaza de los Carros       |                 |                      |
| 1879   | San Francisco El Grande                           | 3 148           |                      |
| 1881   | La Paloma                                         | 3 148           |                      |
| 1883   | Puerta de Toledo                                  | 148             | Puerta de Toledo     |
| 51047  | PUERTA DE TOLEDO (junto Biblioteca Pedro Salinas) |                 | Puerta de Toledo     |